# Åskällen
Åskällen är en sjö i Lessebo kommun i Småland och ingår i Lyckebyåns huvudavrinningsområde. Sjön har en area på 0,209 kvadratkilometer och ligger 132 meter över havet.

## Delavrinningsområde
Åskällen ingår i det delavrinningsområde (627914-147604) som SMHI kallar för Utloppet av Löften. Medelhöjden är 139 meter över havet och ytan är 22,21 kvadratkilometer. Räknas de 4 avrinningsområdena uppströms in blir den ackumulerade arean 84,81 kvadratkilometer. Linneforsån som avvattnar avrinningsområdet har biflödesordning 2, vilket innebär att vattnet flödar genom totalt 2 vattendrag innan det når havet efter 74 kilometer. Avrinningsområdet består mestadels av skog (69 %). Avrinningsområdet har 1,91 kvadratkilometer vattenytor vilket ger det en sjöprocent på 8,6 %.